# Les Pilules magiques

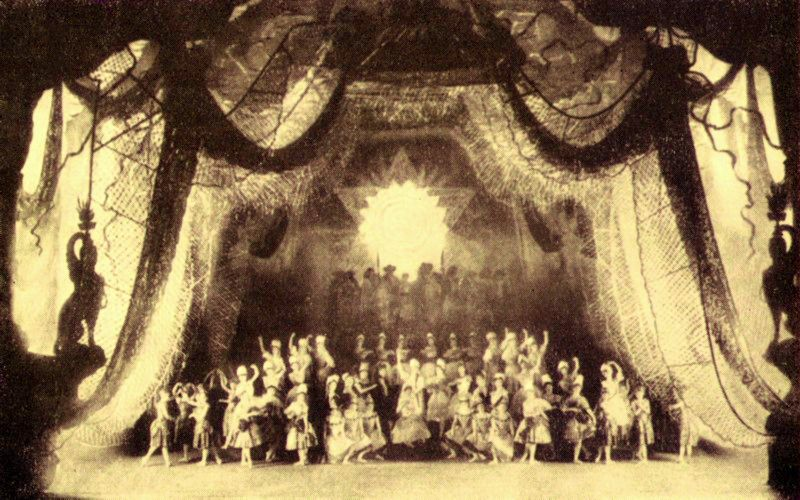
Représentantion de 1886 au Théâtre Mariinsky. Tableau du Royaume des dentelles.

Les Pilules magiques («Волшебные пилюли») est un ballet-féerie en trois actes, treize scènes et trois tableaux, chorégraphié par Marius Petipa sur une musique de Minkus.

## Histoire
La première du ballet a lieu au Théâtre Mariinsky (Théâtre Marie) de Saint-Pétersbourg, le 9/21 février 1886, en l'honneur de l'inauguration du Théâtre Mariinsky, comme principale scène de l'opéra impérial et des ballets impériaux, en présence de l'empereur Alexandre III. C'est l'avant-dernier ballet composé par Minkus, le poste de compositeur de ballet du théâtre impérial étant ensuite supprimé par le directeur, le prince Ivan Vsevolojski.
Alexeï Bogdanov monte cette production au Théâtre du Bolchoï à Moscou, dont la première a lieu le 13 décembre 1887.

## Argument
Les Pilules magiques s'apparentent au vaudeville et occupent une place à part dans l'œuvre de Petipa qui n'aimait pourtant pas le genre ballet-féérie « à la Parisienne », fort à la mode dans les années 1880. Le ballet, commandé par Ivan Vsevolojski (directeur des ballets impériaux), fait sensation dans le microcosme pétersbourgeois des balletomanes et des critiques. L'argument est tiré d'un sujet de Ferdinand Laloue et Anicet Bourgeois. L'action du premier tableau a pour cadre une grotte souterraine habitée par des sorcières. Le deuxième tableau montre divers jeux: croquet, cerceau, billard, jeux de cartes, etc., exprimés par la danse. Le troisième et dernier tableau est connu sous le nom de Royaume des dentelles avec un grand divertissement fait de danses nationales, la danse de la dentelle russe, de la dentelle française, espagnole, napolitaine et hongroise.

## Distribution
- Varvara Nikitina crée le rôle principal[6]
- Ioulia Kschessinskaïa, le roi de pique
- Elena Ogoleit, le neuf de carreau
- Marie Petipa, la dentelle espagnole
- Alexandra Joukova, la dentelle russe
- Fiodor Vassiliev, le roi du billard
- Vera Joukova, la danse du cerceau
- Alfred Bekefi, la danse du cerceau
- Mathilde Kschessinska encore jeune élève, danse la partie de la dentelle d'argent avec d'autres élèves dans le dernier tableau.

## Scénographie
La scénographie et les décors sont de Constantin Ivanov, pour les scènes I et II; de Mikhaïl Botcharov, pour les scènes III, IV, V et X; de Matveï Chichkov pour les scènes VI, VII et IX; d'Heinrich Wagner, pour la scène VIII, d'Henri Levot, pour les scènes IX, XII et XIII. Les costumes sont d'Evdokia Ivanova, Christian Pipar et Ekaterina Ofitserova (pour les femmes); et d'Ivan Vsevolojski (pour les hommes).